# Dendrocalamus tibeticus
Dendrocalamus tibeticus är en gräsart som beskrevs av Chi Ju Hsueh och Tong Pei Yi. Dendrocalamus tibeticus ingår i släktet Dendrocalamus och familjen gräs. Inga underarter finns listade i Catalogue of Life.